# Heinrich Miller
Heinrich Miller (* 1944 in Innsbruck, öfters als auch Heinz Miller abgekürzt) ist ein österreichischer Polarforscher. Er ist stellvertretender Direktor des Alfred-Wegener-Instituts (AWI) in Bremerhaven. Hier hat er eine Helmholtz-Professur für Glaziologie inne.
Seine Dissertation unter dem Titel Untersuchungen auf dem Guslar- und Vernagtferner in den Ötztaler Alpen mit der Methode der Refraktions-Seismik und einer Vierpunkt-Methode der Geoelektrik legte er 1971 der Fakultät für Geowissenschaften an der Universität München vor. 2015 wurde er als korrespondierendes Mitglied in die Bayerische Akademie der Wissenschaften gewählt.

## Auszeichnungen
- 2007 „Communicator-Preis – Wissenschaftspreis des Stifterverbandes“
- 2024 Weyprecht-Medaille der Deutschen Gesellschaft für Polarforschung